# Provincia del Kasai Orientale
La provincia del Kasai Orientale, (francese: province du Kasaï-Oriental) è una delle 26 province della Repubblica Democratica del Congo. Il suo capoluogo è la città di Mbuji-Mayi.
La provincia si trova nel Congo centrale. Durante la crisi del Congo del 1960 fu per un periodo indipendente col nome di Sud-Kasai.
Nel precedente ordinamento amministrativo del Congo (in vigore fino al 2015) esisteva una Provincia del Kasai Orientale che aveva lo stesso nome e lo stesso capoluogo di quella attuale, ma una superficie molto più grande che comprendeva l'attuale provincia.

## Geografia antropica

### Suddivisioni amministrative
La provincia del Kasai Orientale è suddivisa nelle città di Mbuji-Mayi (capoluogo), ed in 5 territori:
- territorio di Kabeya-Kamwanga, capoluogo: Kabeya-Kamwanga;
- territorio di Katanda, capoluogo: Katanda;
- territorio di Lupatapata, capoluogo: Lupatapata;
- territorio di Miabi, capoluogo: Miabi;
- territorio di Tshilenge, capoluogo: Tshilenge.